# Argulus melita
Argulus melita is een visluizensoort uit de familie van de Argulidae. De wetenschappelijke naam van de soort is voor het eerst geldig gepubliceerd in 1891 door van Beneden.